# سمالوط
یکی از شهرستان‌های استان منیا کشور مصر است.
روستاهای مهم آن عبارت‌اند از:
- اسطال
- بنی علی
- بنی خالد
- البیهو
- شوشه
- طحا الاعمده
- قلوصنا
- منقطین